# Dictionary of Greek and Roman Geography

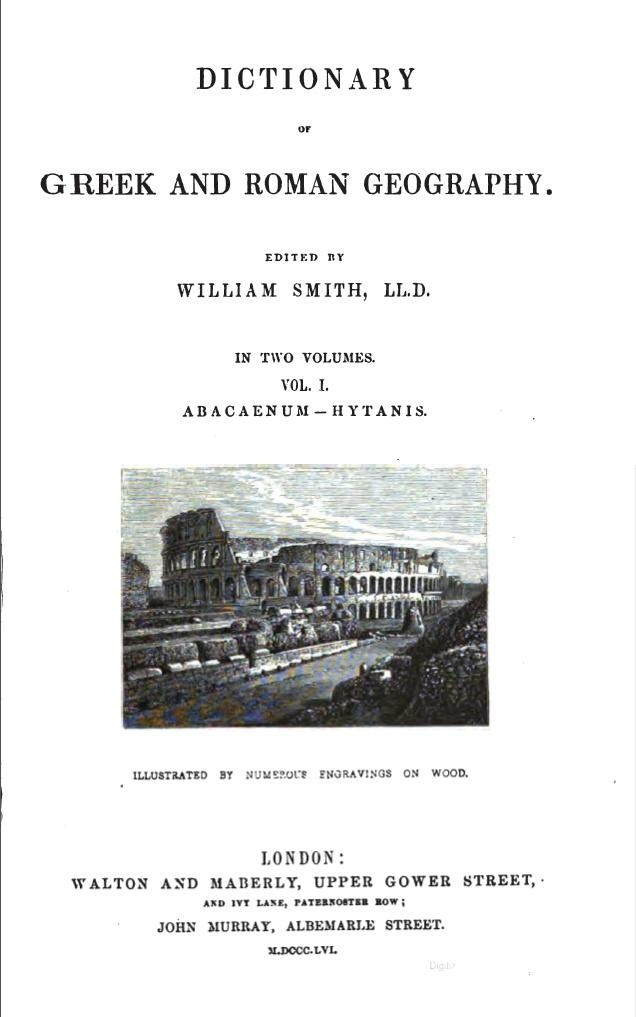
Frontispício da edição de 1856 do The Dictionary of Greek and Roman Geography, vol. 1.

O Dictionary of Greek and Roman Geography ("Dicionário de Geografia Grega e Romana", em inglês), publicado pela primeira vez em 1854, foi o último de uma série de dicionários classicistas editados pelo acadêmico inglês William Smith (1813 - 1893), que trazia também A Dictionary of Greek and Roman Antiquities e o Dictionary of Greek and Roman Biography and Mythology. Como declarou Smith no prefácio da obra: "O Dictionary of Geography ... foi projetado principalmente para ilustrar os autores gregos e romanos, e permitir a um estudante diligente a leitura deles da maneira mais proveitosa". O livro consiste de dois grandes volumes que cobrem todos os países, regiões, cidades, vilas e aspectos geográficos importantes que são mencionados na literatura greco-romana, sem omitir aqueles que são mencionados apenas na Bíblia. A obra foi relançada em 2005.

## Fac-símiles
- via Google Book Search:
  - Dictionary of Greek and Roman Geography, Vol. I: Abacaenum - Hytanis
  - Dictionary of Greek and Roman Geography, Vol. II part 1: Iabadius - Rodumna